# Suore dell'Istituto catechista Dolores Sopeña
Le Suore dell'Istituto Catechista Dolores Sopeña, dette anche Dame Catechiste, sono un istituto religioso femminile di diritto pontificio. Le suore di questa congregazione pospongono al loro nome la sigla I.C.D.S.

## Storia

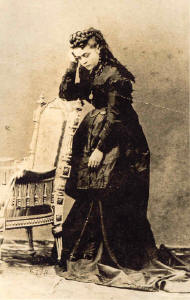
Dolores Sopeña, fondatrice della congregazione

La congregazione venne fondata da María Dolores Rodríguez Sopeña (1848-1918): figlia di un magistrato spagnolo, nel 1869 iniziò a dedicarsi all'insegnamento del catechismo in Porto Rico, dove il padre era giudice. Organizzò corsi di dottrina cristiana anche per ammalati, carcerate e persone di colore.
Tornata in patria, la Sopeña continuò la sua opera educativa nelle periferie di Madrid: si unirono a lei numerose collaboratrici e il 31 ottobre 1901, a Toledo, la compagnia di catechiste si trasformò in istituto religioso.
La congregazione ricevette il pontificio decreto di lode il 28 agosto 1905 e le venne assegnata come cardinale protettore Rafael Merry del Val: papa Pio XI approvò le Dame Catechiste il 21 novembre 1907.
La fondatrice è stata beatificata da papa Giovanni Paolo II nel 2003.

## Attività e diffusione
Le Dame Catechiste si dedicano a opere educative e di promozione umana: operano anche nelle carceri femminili.
Sono presenti in Argentina, Cile, Colombia, Cuba, Repubblica Dominicana, Ecuador, Italia, Messico, Perù, Spagna: la sede generalizia è a Roma.
Al 31 dicembre 2005 l'istituto contava 216 religiose in 27 case.